# Pusté plesá

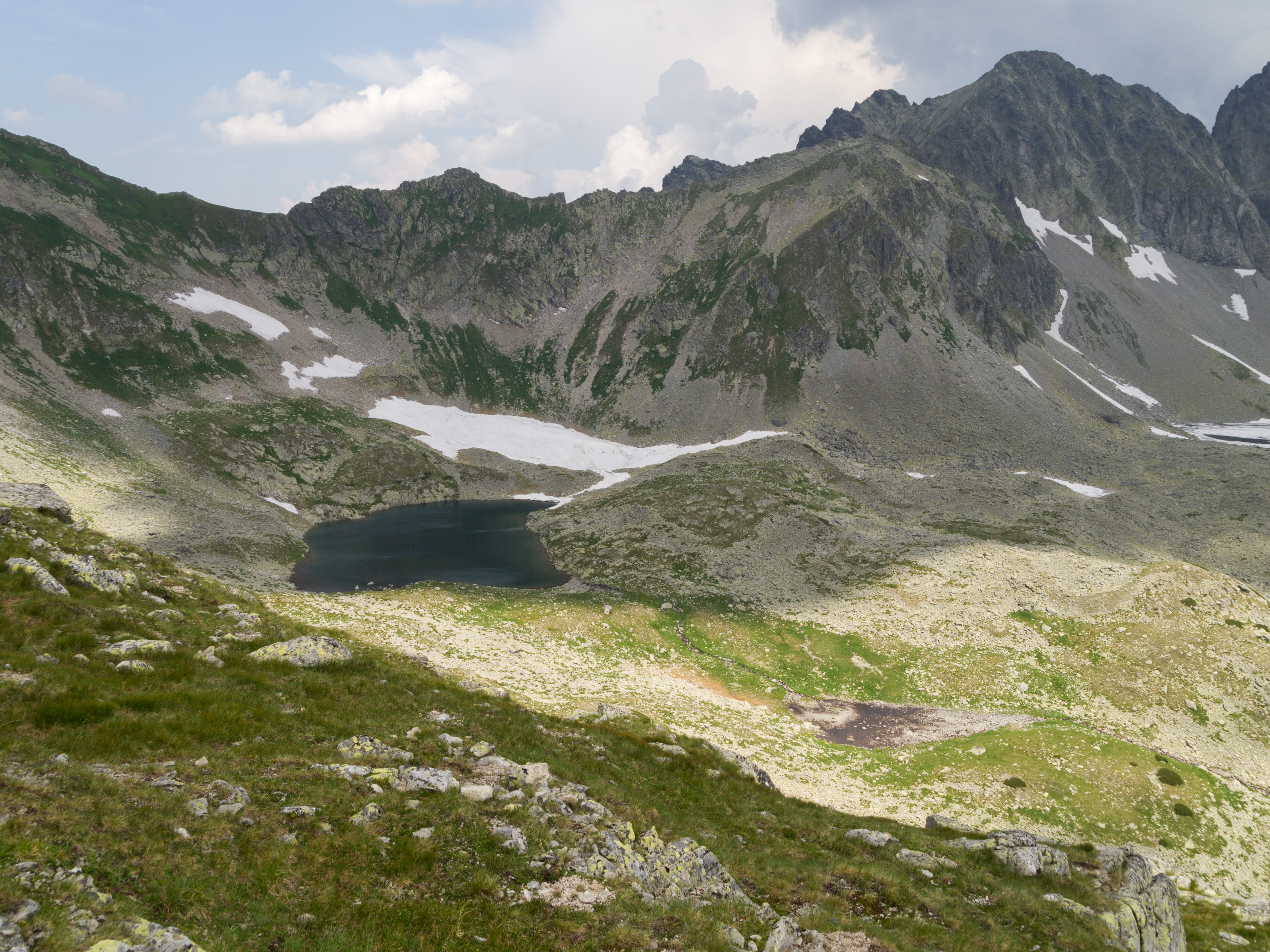
Pustá kotlina

Pusté plesá je označení tří ledovcových jezer nacházejících se Pusté kotlině na konci Veľké studené doliny nad Zbojníckou chatou. Plesa leží v nadmořské výšce od 2039 do 2061 m a jsou různě velká.

## Plesa
| č. | jezero             | rozloha (ha) | délka (m) | šířka (m) | m.hl. (m) | objem (m³) | n.v. (m) | Souřadnice                       |
| -- | ------------------ | ------------ | --------- | --------- | --------- | ---------- | -------- | -------------------------------- |
| I  | Pusté pleso        | 1,1890       | 165       | 93        | 6,6       | 32 079     | 2 056    | 49°10′56″ s. š., 20°09′14″ v. d. |
| II | Malé Pusté pliesko | 0,1450       | 69        | 31        | 4,4       | 1 807      | 2 061    | 49°11′00″ s. š., 20°09′18″ v. d. |
| —  | Pusté oko          | 0,1321       | 69        | 30        | 0,0       | —          | 2 039    | 49°10′51″ s. š., 20°09′19″ v. d. |